# Baxter Stockman
El profesor Baxter Stockman es un científico loco ficticio en varias versiones de los cómics de Tortugas Ninja y medios relacionados. Se lo representa como el creador de los Mousers, máquinas destinadas a buscar y destruir ratas de alcantarillado (no ratones, a pesar de su nombre). Hay varias diferencias entre sus diversas apariencias.

## Libros de historietas

### Mirage Comics
En el Volumen 1 de la serie de Mirage Comics, el Dr. Stockman era un científico sociópata "fuera de su propio mundo" sin relación con Shredder. Desarrolló los Mousers con la ayuda de su programadora de computadoras April O'Neil. En la época de la invención de los Mousers, se estaban cometiendo extraños robos a bancos, con pequeños túneles que conducían a las bóvedas. Cuando April interrogó a Stockman, llevó a April a una fábrica subterránea donde se fabricaban cientos de Mousers. Stockman reveló que había estado usando los Mousers para robar bancos, no por el dinero (podía usar su invención para hacer millones legalmente), sino porque "¡fue DIVERTIDO!" April trató de escapar por el elevador, pero el científico envió el elevador al nivel de la alcantarilla. Las Tortugas Ninja la salvaron de los Mousers que Stockman había enviado para matar a April. Luego se infiltraron con éxito en el laboratorio de Stockman para detenerlo. Él fue puesto bajo custodia. Reapareció en el Volumen 2 de los cómics como un villano importante que había utilizado la tecnología de DARPA en colocar su cerebro en un cuerpo de robot, convirtiéndolo en un cyborg. Stockman trató de vengarse del TMNT, pero su nuevo cuerpo fue electrocutado y se suponía que estaba destruido; solo quedaban los anteojos que había recuperado antes.
En el Volumen 4 de los cómics, se revela que Donatello mantuvo los restos del cuerpo y la mente cyborg de Stockman ocultos de sus hermanos durante años. Se descubrió que Stockman había inyectado a April con nanobots en su hombro en un Volumen 2 durante un encuentro. Estos nanobots finalmente se activaron y comenzaron a destruir su cuerpo; fueron destruidos pero se sospecha que la han hecho estéril (si permanece estéril después de que no se haya explorado su destrucción). Donatello finalmente destruye los restos de Stockman para vengar a April, incluida su mente; sin embargo, es posible que la entidad de Baxter Stockman exista de alguna manera y sea capaz de manipular dispositivos y dispositivos electrónicos.

### Archie Comics
Baxter Stockman aparece en la versión de Archie Comics. Los primeros problemas fueron las adaptaciones de la primera temporada y el primer trimestre de la segunda temporada. Baxter hizo apariciones poco frecuentes después y nunca se convierte en una mosca. Baxter hace su última aparición en un flashback.

### IDW Comics
Baxter Stockman aparece en los cómics de IDW como uno de los subordinados de Krang. Esta versión también es la cabeza de StockGen.

## Televisión

### Serie animada TMNT: 1987
En la serie animada original TMNT más alegre y los cómics de Archie, Stockman (expresado por Pat Fraley) fue un inventor caucásico equivocado (a diferencia de un afroamericano, como se describe en el resto de la franquicia) que intentó facturar a sus Mousers al Empresa de control de plagas Ajax. No les gustó su sugerencia, diciendo que los sacaría del negocio (el Ratonero era demasiado efectivo y pronto no habría más ratas para matar), y lo arrojó fuera del edificio. Shredder había visto esto a través de sus cámaras, y le ofreció trabajo a Stockman. Amargado, el científico aceptó de inmediato y Shredder le ordenó que creara un "dispositivo de control maestro" para los Mousers. Shredder, al no poder esperar, usó un dispositivo de replicación en el Technodromo para armar doce mousers. Luego programó los Mousers para encontrar y destruir a Splinter, la rata mutante que era el maestro de las Tortugas. Los Mousers fueron destruidos por las TMNT, y encontraron el nombre de Stockman en los dispositivos. Las Tortugas y Splinter encontraron a Stockman con la ayuda de April O'Neil, y él les contó su parte de la historia. Luego procedieron a tomar la furgoneta de Stockman, para luego convertirse en la furgoneta Turtle. Después de que un ataque fallido de Mouser lo condujera a su arresto, las historias de Stockman sobre una rata parlante gigante y tortugas ninja que lo hablan lo llevaron a un manicomio.
Shredder pronto regresó para liberarlo y Stockman, ahora mucho más maligno y loco que antes de su encarcelamiento, se convirtió en su compañero y lacayo, ayudándolo a obtener los "Tres Fragmentos del Ojo de Sarnath". artefacto alienígena que otorgaría al propietario un poder prácticamente ilimitado.
En última instancia, Stockman, cansado de ser abusado por el Shredder durante sus numerosos intentos de reunir los fragmentos, traicionaría al líder del Pie y tomaría el "Ojo de Sarnath" para sí mismo, una vez que el Shredder adquiriera los tres segmentos del poderoso artefacto. Shredder finalmente coloca a Stockman en su lugar y recupera el poderoso artefacto, solo unos momentos antes de que el Sarnathometer de Donatello destruyera el Ojo a través de una explosión masiva. Stockman se arrastraría de regreso al lado de Shredder, pero el daño ya estaría hecho, ya que Shredder comenzó a conspirar para deshacerse del científico del chaquetero.
El último episodio completo con Stockman como humano sería "Case Of The Killer Pizzas", donde ayuda a Shredder a liberar monstruos asesinos de la Dimensión X para atacar la ciudad.
El gran cambio de Stockman ocurrió en el episodio de la segunda temporada, "Enter: The Fly", en el que, después de un intento fallido de generar un campo de fuerza entre las torres del World Trade Center, el Shredder decidió que necesitaba fuerza física para reemplazar los cerebros de Stockman. Instruyendo a Krang para que enviara a sus lacayos mutantes Bebop y Rocksteady a través de un portal dimensional a la Tierra, el Shredder fue advertido de que la interfaz dimensional era inestable, y requería que se enviara a alguien a través del portal para mantener el equilibrio. Stockman fue elegido, y para horror de los científicos, fue arrojado a través del portal a la Dimensión X. Krang no tuvo ningún uso para los talentos científicos de Stockman, y simplemente eligió matarlo, arrojándolo en una unidad desintegradora. Sin embargo, en una referencia a la película de 1958 The Fly, una mosca doméstica común que había estado en la ropa de Stockman cuando lo arrojaron por el portal también quedó atrapada en la cámara con él, y sus moléculas terminaron siendo entremezcladas, transformando a Stockman en una criatura mosca humanoide gigante. Inmediatamente decidido a vengarse de su mutación, Stockman huyó de la Dimensión X y atacó tanto a las Tortugas como a Shredder, pero su mente confusa, no del todo sana, estaba abierta a sugerencias, y Shredder logró convencerlo de convencerlo de que las Tortugas fueron responsables de su condición (irónicamente, las tortugas nunca reconocieron a Stockman en su nuevo estado). Stockman luego ayudó al Shredder en un complot para atrapar a las tortugas un microsegundo hacia adelante en el tiempo, siempre fuera de fase con el resto de la realidad. Sin embargo, durante la batalla que siguió, Stockman terminó volando accidentalmente entre los dos pilones del dispositivo y desapareció en un destello de energía.
Stockman regresó en el episodio de la tercera temporada "Return of the Fly", comenzando una serie de títulos de episodios que hacen referencia y rinden homenaje a los de las típicas películas de terror B. Después de haber sido desviado de nuestra dimensión, el Stockman invisible e intangible aún podía observar el mundo que lo rodeaba y pasó meses buscando en las alcantarillas como un espectro, eventualmente localizando la guarida de las Tortugas y formando un plan para vengarse tanto de ellos como de ellos. la trituradora al mismo tiempo. Al realinear sus moléculas con el resto de la realidad al dejarse golpear por un rayo, Stockman secuestró a April O'Neil para atraer a las tortugas a su trampa, pero una vez más, el Shredder pudo hablar sin problemas del complemento en lavado cerebral vuela para unirse nuevamente con él. Desafortunadamente para Stockman, un accidente con un rayo congelado frustró su esquema y sepultó a Baxter en un bloque de hielo. Enviado cayendo en el Technodromo, Stockman se liberó de su prisión helada justo cuando Shredder y Krang se burlaban de su ineptitud, y salieron volando de la base enfurecidos.
Más tarde, en la tercera temporada, Stockman reapareció en "Bye, Bye, Fly", ganándose la vida miserable en las catacumbas debajo de la ciudad, alimentándose de la basura. Cuando comenzó el episodio, se topó con un grupo de arqueólogos que habían descubierto lo que parecía ser un antiguo templo debajo de la ciudad. Enfurecido porque sus catacumbas habían sido invadidas, Stockman persiguió a los arqueólogos e investigó el templo, que, en realidad, resultó ser una nave espacial interdimensional que se había estrellado en la Tierra hace siglos. La computadora inteligente de la nave estaba feliz de tener una compañía por fin y se hizo amigo de Stockman, proporcionándole un arma de transmutación que le permitió vengarse de Shredder al transformarlo en una mosca doméstica ordinaria. Stockman también usó el arma en Michaelangelo, convirtiendo a la Tortuga Ninja en un jerbo mascota, pero los hermanos de Mikey lograron salvar el día y devolverlo a su estado regular de reptil. Las Tortugas escaparon de la nave justo antes de despegar hacia la Dimensión X, llevándose consigo un componente clave de la deformación de la nave, sin la cual la nave se desintegró a mitad del vuelo, dejando a Stockman en el limbo interdimensional, con una araña alienígena gigante que se abalanzó sobre él.
Stockman había logrado escapar de la araña cuando apareció el año siguiente, en el "Hijo del retorno de la mosca II" de la cuarta temporada. Aunque todavía tenía la computadora de la nave como compañía, el exilio evidentemente no le hizo ningún bien a Baxter, ya que comenzó a actuar cada vez más como una mosca, fascinado por las luces brillantes, ansiando el azúcar, incapaz de concentrarse en lo complicado. tareas, y ni siquiera poder recordar exactamente de quién quería vengarse o por qué. Con la ayuda y la orientación de la computadora, pudo regresar a la Tierra a través de una pequeña grieta en la estructura del espacio-tiempo, y capturó a las Tortugas para atraer a Shredder al combate. Incapaz de soportar la idea de que alguien que no sea él destruya a las Tortugas, el Triturador respondió al desafío de Stockman, pero en la batalla que siguió, la computadora fue destruida, dejando solo una placa de circuito que albergaba su inteligencia. Shredder huyó de regreso a la Dimensión X, pero cuando Baxter intentó perseguirlo, Krang cerró el portal antes de que Stockman emergiera, volviendo a encallar la mosca en el espacio interdimensional.
La próxima aparición de Stockman, en "Landlord of the Flies" de la quinta temporada, fue claramente anómala. Sin la computadora a su lado ni ninguna explicación de cómo escapó de su destierro interdimensional, Stockman ya estaba de regreso en la Tierra cuando comenzó el episodio, con una nueva habilidad: su mentalidad de mosca en constante desarrollo le había dado la capacidad de comunicarse con otras moscas , y reunió a los insectos en un ejército en un complot para vengarse de Shredder. En este momento, sin embargo, el Technodrome estaba varado en los desechos polares del Ártico, y el aire gélido resultó claramente inhóspito para Stockman y su familia de moscas, deteniendo su plan antes de que comenzara. Sin embargo, Krang estaba intrigado por su nueva habilidad y llegó a un acuerdo con Stockman, prometiendo transformarlo nuevamente en humano si los ayudaba.
En su última aparición, en "La venganza de la mosca" de la séptima temporada, fue como si el "Dueño de las moscas" nunca hubiera sucedido: Baxter estaba en el limbo, con los restos de la computadora, y con Krang acreditado por atraparlo allí. Irónicamente, fue Krang el responsable de liberar a Stockman, cuando intentó abrir un portal entre la Tierra y la Dimensión X, y el dispositivo que funciona mal terminó abriendo una puerta de entrada a la prisión de Stockman. Escapándose rápidamente, Stockman conectó a su amigo de la computadora en los bancos de datos del Technodromo, dándole control total sobre la fortaleza, permitiéndole encerrar al Shredder y sus cohortes. Buscando venganza contra el mundo entero, Stockman robó una muestra del mutágeno de Krang y lo combinó con el material genético de varios insectos robados de un laboratorio de investigación, hecho a él, Stockman admitió que ni siquiera podía recordar. Eventualmente, las Tortugas pudieron dominar a Stockman, y lo obligaron a llevarlas de regreso al Technodromo para que pudieran robar el rayo retro-mutágeno del Shredder y devolver a los humanos mutantes a la normalidad. En el caos que siguió, la computadora fue destruida, y una vez que se encontró el rayo retro-mutágeno, Stockman lo agarró y voló a través de un portal dimensional, con la intención de usarlo para volver a la normalidad. Mientras las Tortugas lo perseguían, Shredder intentó cerrar el portal del grupo antes de que pudieran resurgir, pero las Tortugas vencieron el reloj, reclamando el rayo y regresando a tiempo, Baxter, sin embargo, no tuvo tanta suerte y una vez más se perdió en el limbo con los restos sobrevivientes de la computadora, para nunca volver a aparecer.
También tenía un hermano gemelo llamado Barney Stockman, también es un científico loco y con la misma voz, que lanzaba ataques cada vez que las tortugas lo confundían con Baxter. Barney apareció en el episodio "Raphael Knocks 'Em Dead".

### Serie animada TMNT: 2003
En la serie de 2003, Baxter Stockman (con la voz de Scott Williams) es retratado como estaba en la serie original Mirage Cómics Mirage, excepto que es más egocéntrico que loco y tiene conexiones "comerciales" con Shredder. Durante la primera temporada, Shredder lo somete a varios castigos que implican la mutilación y la extracción de partes de su cuerpo. Más adelante en la serie, Stockman regresa en varias formas a medida que sus numerosos cuerpos son reemplazados continuamente.
En el estreno de la serie, Stockman está trabajando para Oroku Saki (también conocido como Shredder) y el Clan del Pie, después de haber desarrollado los Mousers para robar y saquear de los bancos también para su propio beneficio. Sin embargo, los esfuerzos de su empleada desertora April O'Neil y las tortugas destruyen su laboratorio de Stocktronics, lo que le valió un brutal castigo del Shredder llevado a cabo por Hun. Después de que muchos encuentros con las tortugas terminaron en fracaso, estos castigos viciosos continuaron. Desarrollando un odio hacia Shredder y Hun, Stockman conspiró en secreto para destruirlos. Cuando se pensó que las tortugas habían perecido en la tienda de regalos de April cuando se incendió, Shredder exige pruebas físicas de su desaparición. Stockman ofrece buscar los restos en las ruinas, a cambio de un exotraje Utrom que fue recuperado del Río Hudson. Sin embargo, cuando Stockman no encuentra pruebas de que las tortugas y sus aliados murieron en la destrucción, presenta su propia evidencia y puede engañar a Shredder. Stockman recibe el exo-traje como se prometió, y construye una enorme armadura de batalla robótica con él cuando las tortugas asaltan el cuartel general de Pie. Justo cuando las Tortugas se enfrentan con Shredder y Hun, Stockman llega e intenta matarlos a todos por venganza. Es solo a través de los esfuerzos combinados de las Tortugas y el Pie que Stockman es derrotado, aunque después de varias victorias falsas.
En el momento de la segunda temporada, Stockman se recuperó y se vio obligado a regresar al servicio de Shredder, aunque ahora la Trituradora tiene el poder de torturarlo cada vez que se sale de la línea. Stockman puede atrapar a las tortugas dentro de la realidad virtual de los Utroms, y cuando emergen, las confronta con el resto del pie. Más tarde, el profesor Honeycutt inadvertidamente libera a Stockman del control de la Trituradora, y Stockman se vuelve alegremente hacia su maestro y lo somete, dejando el Pie. Después de la aparente muerte de Shredder, Stockman comenzó a trabajar para Leatherhead, ayudándolo a construir un transmat para viajar al mundo natal de los Utroms. Las tortugas revelan el engaño de Stockman, y el científico huye, pero no sin antes hacer que Leatherhead quede atrapado en un derrumbe. Stockman más tarde se alinea con la mafia contra el Pie y los Dragones Púrpuras durante la guerra por el territorio a raíz del vacío de poder dejado por la derrota de la Trituradora.
Hun finalmente encontró a Stockman y lo trajo de vuelta al Pie, aunque el científico ahora es simplemente un globo ocular, una médula espinal y su cerebro en un frasco. Stockman crea los soldados Mecánicos del Pie y sobrevive al hundimiento del buque de carga de Shredder durante otra batalla con las Tortugas. En la tercera temporada, Oroku Saki mantiene a Stockman cerca debido a su experiencia científica, pero Stockman se siente amenazado por la llegada del recién llegado Dr. Chaplin, quien impresiona a Saki con su propia experiencia. Stockman sabotea encubiertamente algunos de los esfuerzos de Chaplin para no solo mantener su lugar en el Pie, sino simplemente mantenerse con vida. Los intentos de Stockman de sabotear a Chaplin en su mayoría fracasan y solo se vuelven contraproducentes. Stockman también entra en un incómodo entendimiento mutuo con Hun, quien está soportando un período de humillación y fracaso ante los ojos de Shredder. El científico más joven idolatra a Stockman y crea un nuevo cuerpo robótico para él, ganándose un poco de respeto y gratitud del científico más viejo. Sin embargo, Stockman se convierte en un agente doble para el Agente Bishop y la Fuerza de Protección de la Tierra. Cuando Shredder finalmente es derrotado, asesinado con las Tortugas, por lo que saben, Stockman se une a la EPF a tiempo completo como el segundo al mando y científico principal de Bishop.
Stockman se convierte en uno de los principales antagonistas de la cuarta temporada, con Bishop, Hun y Karai. Stockman ayuda a diseñar una falsa invasión alienígena para convencer a la Casa Blanca de que continúe financiando el EPF, pero esto fracasa desastrosamente cuando los fluidos sobrantes de los alienígenas clonados fallecidos comienzan a mutar a los animales y a las personas de Nueva York, provocando un brote. Después de transferir a Bishop a un nuevo cuerpo, Stockman informa a Bishop sobre la situación y es enviado a Nueva York para tratar de contenerlo. Sin embargo, el brote demuestra demasiado para el EPF y las Tortugas.
Stockman toma el centro del escenario en los locos sin aire de la membrana. Se revela que Stockman tuvo una infancia relativamente feliz hasta la muerte de su amada madre, quien lo alentó a seguir sus sueños y que "el cielo es el límite". Habiendo clonado un nuevo cuerpo humano para sí mismo, Stockman disfruta felizmente de ser humano nuevamente, y se entrega a las cosas que se ha perdido desde que se convirtió en un cyborg. Sin embargo, después de experimentar una alucinación de su difunta madre, Stockman se da cuenta de que su cuerpo se está deteriorando. Cuando fracasan los esfuerzos por salvarse, Stockman finalmente llega a creer que April es la causa de todo su sufrimiento. Habiendo perdido la cordura, Stockman secuestra a April e intenta matarla, pero las Tortugas y Casey Jones en intervenir y la persecución lleva a todas las partes a una góndola. Stockman casi mata a April antes de alucinar que April es su madre, quien se desespera por el descenso de Stockman a la villanía y la locura. Stockman luego se sacrifica ayudando a April a salir de la góndola, que se estrella contra el río. Sin embargo, Leonardo observa que ha sobrevivido a peores destinos y solo el tiempo dirá si finalmente regresa.
Efectivamente, Bishop tiene los restos de Stockman recuperados del río, y el científico vuelve a la vida. Stockman se enfurece, sin embargo, lamenta profundamente la posibilidad de que finalmente descanse en paz. Stockman reanuda el trabajo para encontrar una cura para el brote mutante, pero es solo durante una alianza con las tortugas que se desarrolla una cura, específicamente, es Leatherhead quien desarrolla la cura, para gran ira de Stockman. Stockman más tarde observa una reliquia que Bishop destruyó para que las Tortugas recuperadas de Karai fueran destruidas, aunque ninguno de los dos es capaz de comprender lo que han hecho: destruir la reliquia liberó a los Foot Mystics, que se dispusieron a resucitar al Shredder Tengu. En la quinta temporada, Stockman revive el nanobot que las Tortugas habían encontrado anteriormente, y después de su escape, Bishop admite que entiende por qué Stockman fue sometido a numerosos castigos por parte de Shredder. Cuando el Tengu Shredder conquista Nueva York, la base del EPF es atacada por sus legiones Tengu. Las Tortugas contactan al EPF, quienes las convencen de aliarse con la Fuerza de Justicia, los Dragones Púrpuras y el Pie contra la amenaza del demonio. Stockman participa en la batalla masiva, y luego cuando se le acusa de defender a Karai junto a Chaplin (para su disgusto), es dañado por la forma de dragón de la Trituradora de Tengu, pero finalmente sobrevive a la batalla y es recuperado por Bishop. y el pie contra la amenaza del demonio. Stockman participa en la batalla masiva, y luego cuando se le acusa de defender a Karai junto a Chaplin (para su disgusto), es dañado por la forma de dragón de Shredder Tengu, pero finalmente sobrevive a la batalla y es recuperado por Bishop. y el pie contra la amenaza del demonio. Stockman participa en la batalla masiva, y luego cuando se le acusa de defender a Karai junto a Chaplin (para su disgusto), es dañado por la forma de dragón de la Trituradora de Tengu, pero finalmente sobrevive a la batalla y es recuperado por Bishop.
Stockman sirvió al EPF durante los próximos cincuenta años, pero durante un esfuerzo por clonar un ejército de Mousers orgánicos, Stockman queda atrapado y aparentemente asesinado en los restos del laboratorio destruido. Sin embargo, sobrevive a esto, pero desarrolla una venganza por su antiguo empleador cuando Bishop nunca regresa a buscarlo, creyendo que ha fallecido. Stockman diseña un nuevo lote de Mousers orgánicos que le traen a Bishop en el año 2105, e intenta tomar su cuerpo como propio, pero las Tortugas, que viajaron en el tiempo hacia el futuro, pueden convencerlo de que lo deje ir y reformar , ya que Bishop ha reparado sus costumbres en los años posteriores a la destrucción del laboratorio. Stockman entra en una nueva asociación con Bishop y se le promete obtener un nuevo cuerpo humano en el futuro cercano.
En la temporada final, establecida un año después de la quinta temporada, Stockman no está trabajando explícitamente con Bishop, sino que ofrece sus servicios a su antiguo aliado y enemigo Hun. Nueva York está nuevamente en guerra, esta vez entre el Pie y los Dragones Púrpuras; Hun y Stockman están del lado de este último. Sin embargo, el Cyber Shredder piratea el cuerpo robótico de Stockman, lo controla mentalmente y finalmente lo obliga a una alianza con las Tortugas para desalojar al Shredder de su cuerpo. En su última aparición en la serie, Stockman clona un ejército de dinosaurios mutantes para causar estragos en Nueva York sin razón aparente, pero las tortugas lo detienen y hacen dóciles a los dinosaurios.

### Serie animada TMNT: 2012
Stockman aparece en la serie animada de 2012, con la voz de Phil LaMarr. Una vez más, un inventor afroamericano, en esta encarnación, hay una mordaza en la que su nombre y / o apellido son pronunciados intencionalmente por las Tortugas o los secuaces de Shredder.
En la serie, Stockman explicó que siempre tuvo una vena malvada en su corazón cuando era un niño prodigio siendo empujado por sus compañeros de clase, por lo que decidió hacerse un intelecto increíble al presentar un volcán con lava real en la feria de ciencias de la escuela. Sin embargo, para su consternación, eso resultó con la quema de todo el gimnasio y su expulsión. Como adulto, intentó volver a desarrollar su intelecto al conseguir un trabajo como inventor en TCRI, pero fue despedido por un incidente relacionado con el tóner de la copiadora derramada, por lo que prometió vengarse de sus compañeros de clase y compañeros de trabajo por burlarse de él y su intelecto fallido.
Apareció por primera vez en "Creo que se llamaba Baxter Stockman", donde fue visto tratando de entrar en un edificio con una armadura arrugada. Las Tortugas lo detuvieron, pero Stockman tomó posesión del T-Pod de Donatello (que tiene un chip de inteligencia artificial de grado militar) y lo incorporó a su armadura. Esto da como resultado que la armadura se actualice a un tamaño más grande, lo que le demuestra una amenaza competente para las Tortugas, que aún expresaron su simpatía por el científico desventurado. Durante "Mousers Attack", se demostró que creó los Mousers para robar productos electrónicos del subsuelo. Pero cuando interfirieron con el nuevo plan del Clan del Pie para matar a las Tortugas, fue capturado por Dogpound y llevado ante Shredder, quien lo obligó a unirse al Clan del Pie, creyendo que su genio era un activo útil. Sin embargo, con "Gambito de Baxter", Stockman se cansó de ser acosado y amenazado regularmente por Dogpound y Fishface, por lo que trató de eliminar a todos sus enemigos a la vez, y atrapó a los dos con las Tortugas en un laberinto mortal.
En "Mikey Gets Shellacne", se reveló que Stockman había asegurado una gran cantidad de mutágeno, buscando crear un ejército de mutantes para servirlo. Desafortunadamente, Karai lo buscó para que lo llevara de vuelta al Clan del Pie cuando Dogpound lo arrinconó, y afirmó que puede regresar a su forma humana. Como medida de precaución, Dogpound colocó un collar que contenía mutágeno alrededor del cuello de Stockman, prometiendo mutarlo si lo cruzaba doblemente. Después de que Dogpound fue mutado en Rahzar y los villanos fueron derrotados por las Tortugas, Stockman fue llevado nuevamente al Clan del Pie una vez más, con un collar que contenía un conjunto de frascos mutagénicos en miniatura alrededor de su cuello, que estaba destinado a mutarlo si intentaba otra traición.
En "The Lonely Mutation of Baxter Stockman", Shredder se cansó del pobre progreso de Stockman en hacer efectivos guerreros mutantes y activó el collar mutágeno sobre él. Como resultado de una mosca doméstica que aterrizó en su nariz antes de que explotara el collar, Stockman se transformó en una mosca doméstica mutante humanoide con una garra negra como langosta para una mano derecha, una boca vertical que libera un ácido que disuelve el metal, una audición aumentada y una velocidad de vuelo sobrehumana que se autodenominó Stockman-Fly. Aunque era una amenaza mucho más competente en esta forma mutada, el intento de Stockman de asegurar el retro-mutágeno de las Tortugas fracasó. Tomado ante el Shredder, prometió lealtad completa al Clan del Pie creyendo que eran su mejor oportunidad para regresar a su forma humana.
En "Legend of the Kuro Kabuto", Stockman participó en la caza masiva para recuperar el casco robado de Shredder. Durante la pelea con las Tortugas sobre él, accidentalmente pateó a Fishface, quien luego lo llamó Buzzkill, lo que Michelangelo comentó como lo que debería haber llamado el Stockman mutado. En "Vengeance is Mine", creó un lote de mutágenos destinados a mutar a las tortugas en serpientes y comer sin pensar a Splinter, aunque eso no fue como planeó Shredder porque Karai (que estaba siendo utilizada como cebo) fue mutada en su lugar, y la siguiente pelea terminó destruyendo su laboratorio.
Tres meses después, en "Regreso a Nueva York", Stockman-Fly recibió un nuevo laboratorio custodiado por un trío de clones mutantes similares a crustáceos de Shredder y un nuevo suministro de mutágeno. En "Serpent Hunt", utilizó este suministro de mutágenos para ayudar a Shredder con las mutaciones de Bebop y Rocksteady. Supervisaría el proyecto en curso de Shredder para desarrollar un suero que le otorgara a Shredder el control sobre la mente del sujeto, como se ve en "Casey Jones Vs. the Underworld", "The Noxious Avenger" y "Clash of the Mutanimals". Después de hacer un cameo como árbitro de la carrera subterránea de Fishface en "Meet Mondo Gecko", Stockman logra devolver a Karai a una forma humana en el momento de "The Deadly Venom", habiendo perfeccionado los gusanos de suero de control mental. Stockman luego piratearía los T-phones de las Tortugas y le prestaría a Karai sus Mousers durante su gambito para matar a Splinter en "The Fourfold Trap".
En el final de la temporada 4, "Owari" Stockman-Fly defendió la guarida contra las tortugas que buscaban venganza contra Super Shredder por asesinar a su sensei y su figura paterna. Mikey, que está cansado de que hable, le arroja una botella de mutágeno retro de Donnie. Baxter comienza a gritar de terror y luego se cae, y vuelve a su antiguo ser humano por el que está sorprendido y enojado. Mikey luego lo noquea.
En la temporada 5, Stockman aparece pidiendo Halloween en "The Curse of Savanti Romero" y "Monsters Among Us!".

### Serie animada TMNT: 2018
En Rise of the Teenage Mutant Ninja Turtles, Baxter Stockman se reinventa como Baxter Stockboy (con la voz del actor infantil Ramone Hamilton). Stockboy es un joven que ayuda con la tienda de delicatessen de sus padres como stockboy y crea videos en línea en un intento de generar dinero. Es capaz de crear maquinaria armada de alta tecnología.

## Películas

### Película de 2014
En la película de 2014, Baxter Stockman (interpretado por K. Todd Freeman) aparece brevemente en una escena como uno de los científicos de Eric Sacks en TCRI.

### Película de 2016
El papel fue posteriormente refundido por Tyler Perry en Teenage Mutant Ninja Turtles: Out of the Shadows. Aunque es un destacado industrial y un genio que se graduó de MIT a los 15 años, pronto se revela que está trabajando con el Clan del Pie, utilizando tecnología alienígena rescatada para rescatar a Shredder de la cárcel teletransportándolo fuera durante el transporte de la prisión. Después de que Shredder probara el mutágeno púrpura en Bebop y Rocksteady, observa que se conecta con el ADN animal latente en su sistema desde un punto antes de que la vida en la Tierra comenzara a evolucionar en diferentes rutas, haciendo que muten en un jabalí humanoide y un rinoceronte negro. Cuando Shredder se entera de que el componente que tiene Stockman es una de las tres partes de un teletransportador que le permitiría al señor de la guerra alienígena Krang enviar su última máquina de guerra a la Tierra, hace los arreglos para que Stockman ensamble las otras piezas. Sin embargo, una vez que el dispositivo del portal está completo, Shredder descarta los esfuerzos de Stockman y lo lleva a las instalaciones del Clan del Pie en Tokio. Las transmisiones de noticias de April han mencionado que Stockman está actualmente "desaparecido".

### Batman vs Teenage Mutant Ninja Turtles
Baxter Stockman aparece en Batman vs. Teenage Mutant Ninja Turtles, con la voz de Keith Ferguson. Se muestra que Baxter es una mosca mutante. Mientras trabaja para el Pie, a menudo expresa incertidumbre acerca de si es un empleado o un rehén, considerando que nunca se le ha pagado por sus esfuerzos. Cuando se enfrenta a Robin durante el enfrentamiento final, Baxter se rinde rápidamente cuando afirma su incertidumbre sobre su estado, lo que lleva a Robin a notar que Baxter es una gran decepción.

### Teenage Mutant Ninja Turtles: Mutant Mayhem
Stockman aparece en la película animada de 2023 Teenage Mutant Ninja Turtles: Mutant Mayhem, con la voz de Giancarlo Esposito. El creó el mutágeno y albergó a unos pocos animales selectos, incluida una mosca. El es asesinado durante una incursión, pero sus mutaciones escapan gracias a su mascota, que actuaría como un personaje separado llamado Superfly (con la voz de Ice Cube), el principal antagonista de la película que opera una pandilla empeñada en erradicar a los humanos que discriminan a los mutantes. Durante el clímax, sus compañeros mutantes se vuelven contra él cuando se dan cuenta de que no comparten su sed de sangre. El muta aún más después de entrar en contrato con el cieno, una ballena, varias criaturas acuáticas y un zoológico completo, transformándose en Super Duper Fly. Finalmente, las Tortugas, Splinter, su antigua pandilla y la ciudad de Nueva York lo reducen a una mosca no mutada, quienes se reúnen con April O'Neil para informar a todos sobre la situación. Posteriormente, él fue capturado por Cynthia.

## Videojuegos
Baxter Stockman aparece con frecuencia en los videojuegos clásicos de TMNT, que se basan principalmente en los dibujos animados de 1987. Casi siempre es retratado como un personaje jefe o medio jefe:
- En el juego arcade TMNT original, las Tortugas se enfrentan a la versión humana de Stockman en el tercer nivel (The Sewer). Él vuela alrededor de la pantalla en un artilugio volador lanzando Mousers para atacar a las tortugas. Cuando el juego se lanzó en el NES, la revancha con Rocksteady y Bebop en el nivel del estacionamiento se reemplazó con una segunda batalla con Baxter Stockman en su forma de mosca mutada.
- En Teenage Mutant Ninja Turtles: Fall of the Foot Clan para Game Boy, la forma de mosca de Stockman se lucha en el tercer nivel (The Highway). Se lanza de un lado a otro por la pantalla y dispara bolas de fuego.
- En Teenage Mutant Ninja Turtles II: Back from the Sewers para Game Boy, Stockman es el jefe medio en la Etapa 5.
- En Teenage Mutant Ninja Turtles: The Manhattan Missions, se puede ver a Stockman humano en su laboratorio mientras luchas contra Usub Gerstalk.
- En Teenage Mutant Ninja Turtles: Turtles in Time, Stockman vuelve una vez más en forma de mosca en el primer nivel (el sitio de construcción). Primero aparece en la pantalla y dice: "¡Termina las tortugas!" Ataca desde el aire y camina y te dispara con un Uzi. Primero ataca con su Uzi, pero después de ser dañado lo suficiente como para perder el Uzi, saca un arma que usó en la caricatura original (que tiene similitud con un revólver), que dispara puños y pies de 'energía sólida' para atacar al tortugas, riéndose cada vez que consigue un golpe con ella.
- En Teenage Mutant Ninja Turtles: The Hyperstone Heist para Mega Drive / Genesis, Stockman aparece en forma humana como el cuarto jefe. Vuela en una máquina mientras deja caer Mousers sobre el jugador (al igual que el primer juego de arcade).
- La versión mosca de Stockman aparece en el fondo de la etapa "Scrapyard" en la versión SNES de Teenage Mutant Ninja Turtles: Tournament Fighters.
- Además de las escenas, él era un jefe en Teenage Mutant Ninja Turtles, que se basó en la serie animada de 2003.
- Apareció como jefe en Teenage Mutant Ninja Turtles 2: Battle Nexus para Game Boy Advance como el penúltimo combate de jefes.
- Apareció como jefe en Teenage Mutant Ninja Turtles: Arcade Attack.
- Aunque no es un jefe, Stockman es el principal antagonista de la adaptación de videojuego de la película Teenage Mutant Ninja Turtles 2014 para Nintendo 3DS.

## Lectura adicional
- Teenage Mutant Ninja Turtles by Peter David (2003); Dreamwave Productions; ISBN 0-9732786-8-4.
- Teenage Mutant Ninja Turtles: Attack of the Mousers by Peter David, LeSean Thomas (2007); Titan Books Limited; ISBN 1-84576-092-1.
- Playing with Power in Movies, Television, and Video Games: From Muppet Babies to Teenage Mutant Ninja Turtles by Marsha Kinder (1991), University of California Press; ISBN 0-520-07776-8.

- Datos: Q2660482